# لوطس ألبي
لوطس ألبي (الاسم العلمي:Lotus alpinus) هي نوع نباتي يتبع جنس اللوطس من فصيلة البقولية.